# Longnan
Longnan (chinesisch 陇南市, Pinyin Lǒngnán Shì) ist eine bezirksfreie Stadt im Südosten der nordwestchinesischen Provinz Gansu. Sie grenzt an die Provinzen Sichuan und Shaanxi. Das Verwaltungsgebiet Longnans hat eine Fläche von 27.857 km² und 2.634.300 Einwohner (Stand: Ende 2018). In dem eigentlichen städtischen Siedlungsgebiet von Longnan leben 136.468 Menschen (Zensus 2010).

## Erdbeben vom 12. Mai 2008
Das Erdbeben in Sichuan 2008 richtete in Longnan große Schäden an. Über 240.000 Wohneinheiten wurden bis 2011 wieder aufgebaut, teilweise wurden völlig neuen Siedlungen angelegt.

## Administrative Gliederung
Auf Kreisebene setzt sich Longnan aus einem Stadtbezirk und acht Kreisen zusammen. Diese sind (Stand: Ende 2018):
- Stadtbezirk Wudu (武都区), 4.661 km², 570.400 Einwohner, Zentrum, Sitz der Stadtregierung;
- Kreis Cheng (成县), 1.677 km², 246.800 Einwohner, Hauptort: Großgemeinde Chengguan (城关镇);
- Kreis Dangchang (宕昌县), 3.323 km², 280.600 Einwohner, Hauptort: Großgemeinde Chengguan (城关镇);
- Kreis Kang (康县), 2.960 km², 182.100 Einwohner, Hauptort: Großgemeinde Chengguan (城关镇);
- Kreis Wen (文县), 4.998 km², 229.300 Einwohner, Hauptort: Großgemeinde Chengguan (城关镇);
- Kreis Xihe (西和县), 1.852 km², 403.800 Einwohner, Hauptort: Großgemeinde Hanyuan (汉源镇);
- Kreis Li (礼县), 4.263 km², 473.900 Einwohner, Hauptort: Großgemeinde Chengguan (城关镇);
- Kreis Liangdang (两当县), 1.406 km², 46.300 Einwohner, Hauptort: Großgemeinde Chengguan (城关镇);
- Kreis Hui (徽县), 2.717 km², 201.100 Einwohner, Hauptort: Großgemeinde Chengguan (城关镇).